# Постичеду (Бриндизи)
Постичеду (итал. Posticeddu) је насеље у Италији у округу Бриндизи, региону Апулија.
Према процени из 2011. у насељу је живело 19 становника. Насеље се налази на надморској висини од 2 м.